# 波蘭農民運動博物館
波蘭農民運動博物館（Muzeum Historii Polskiego Ruchu Ludowego）是波蘭首都華沙的一座博物館。這座博物館創建於1984年，收藏展示波蘭農村和農民運動的歷史。
52°10′39″N 21°2′2″E / 52.17750°N 21.03389°E